# سوپر بول ۵۰
سوپر بول ۵۰ (انگلیسی: Super Bowl ۵۰) پنجاهمین دورهٔ سوپربول و ۴۶مین مسابقهٔ قهرمانی در عصر جدید لیگ ملی فوتبال بود. قهرمان کنفرانس فوتبال آمریکا (AFC) دنور برانکوز با قهرمان کنفرانس ملی فوتبال (NFC) کارولاینا پنترز به منظور تعیین قهرمان فصل ۲۰۱۵ ان‌اف‌ال رقابت کرد و پیروز شد.